# Демельмейстер, Анн
Анн Демельмейстер (правильнее Демёлеместер, нидерл. Ann Demeulemeester; род. 29 декабря 1959, Варегем) — бельгийский дизайнер одежды. Является одним из основоположников европейской концептуальной моды 80-х годов. Одна из важнейших представителей деконструктивизма в моде. Основатель собственного бренда BVBA 32. Принадлежит кругу бельгийских дизайнеров, входящих в состав «Антверпенской шестерки». Отвергала предложения о сотрудничестве с известными модными домами, ориентировалась на собственную художественную практику.

## Детские годы и начало карьеры
В детские годы переехала с родителями в более крупный и благополучный Брюгге. Анн с детских лет старалась видеть красивое вокруг себя. Поступив в художественную школу она много времени уделяла портретам людей, и именно тогда у неё появилась мысль о том, что красивые лица можно подчёркивать красивой одеждой. После школы Анн продолжила обучение в Королевской академии изящных искусств в Антверпене с 1978 по 1981 год. В 1986 году Анн вместе с другими бывшими однокурсниками академии отправляется в Лондон, чтобы показать там свои дебютные коллекции.

## Творческая биография: основные этапы
1982 год - Анн Демельмейстер получает награду Golden Spindle Awards, как самый перспективный молодой дизайнер.
В 1985 году вместе с мужем, Патриком Робином, с котором Анн была знакома с 16-и лет, они создают собственный бренд BVBA «32».
В 1992 году Анн едет в Париж, где готовит свою первую большую сольную коллекцию, которую тепло принимают критики, называя стиль Демельмейстер «романтическим модернизмом».
В 1996 году Анн Демельмейстер получает награду правительства Бельгии «За вклад в культуру и искусство». А под её брендом выходит первая мужская коллекция, помощь в подготовке которой оказывал Патрик Робин.
В 1999 году открывается собственный магазин Анн Демельмейстер в Антверпене. В данный момент её вещи продаются в более чем 20 моно-бутиках во всем мире.
В 2000 году Анн получает звание почетного жителя своего родного города Варегем.
В 2001 году Анн Демельмейстер отличается очередным экстравагантным поступком — она принимает предложение настоятеля церкви Святого Андрея Антверпенского и надевает свое дизайнерское платье с пайетками на фигуру Богоматери.
В 2008 году Анн Демельмейстер создает свою первую коллекцию ювелирных украшений в сотрудничестве с бельгийскими ювелирами Trau Bros.
В ноябре 2013 года Анн Демельмейстер объявила о том, что покидает свой бренд.

## Антверпенская шестерка
«Антверпенская шестерка» — группа из шести молодых бельгийских дизайнеров, которые окончили Королевскую академию изящных искусств в Антверпене в 1980—1981 году.. В 1986 они представили свои коллекции на Неделе моды в Лондон. Анн Демельмейстер была одной из главных участниц «Антверпенской шестерки». Пятеро других — Дирк Биккембергс, Дрис Ван Нотен, Дирк Ван Саен, Марина Йи, Вальтер ван Бейрендонк. Как участник Антверпенской шестерки и как самостоятельный дизайнер Анн Демельмейстер внесла заметный вклад в развитие бельгийской моды и способствовала утверждению ее статуса как одного из наиболее влиятельных направлений в костюме последних десятилетий XX века.